# Lista de Membros da Academia Chilena de Ciências
Esta lista contém o nome de membros da Academia de Ciências do Chile.

## Membros de número
1. Edgar Kausel
2. Maria Teresa Ruiz
3. Carlos López
4. Patricio Felmer
5. Juan Carlos Castilla
6. Eric Goles
7. María Cecilia Hidalgo
8. Juan Asenjo
9. Bernabé Santelices
10. Romilio Espejo
11. Servet Martínez
12. Vacante
13. Rafael Benguria
14. José Maza Sancho
15. Rafael Vicuña
16. Igor Saavedra Gatica
17. Nibaldo Inestrosa
18. Luis Aguirre
19. Ricardo Baeza Rodríguez
20. Andrés Weintraub
21. Jorge Allende
22. Francisco Rothhammer
23. Nibaldo Bahamonde
24. Juan de Dios Vial Correa
25. Enrique Tirapegui
26. Humberto Maturana
27. Tomás Cooper
28. Alejandro Buschmann
29. Carlos Conca
30. Ligia Gargallo
31. Eduardo Fuentes
32. Fernando Lund
33. Francisco Brieva
34. Miguel Kiwi
35. Deodato Radic
36. Francisco Herve

## Membros correspondentes estrangeiros
| Acadêmico              | Ano  | País           |
| ---------------------- | ---- | -------------- |
| Moises Agosin          |      | Estados Unidos |
| Ricardo Aroca          | 2008 | Canadá         |
| Gloria Arratia         | 2001 | Alemanha       |
| Mark Ashbaugh          |      | Estados Unidos |
| János Bergou           | 2018 | Bulgária       |
| Tom Blundell           |      | Inglaterra     |
| Ariel Bowden           |      | França         |
| Marc-Etienne Brachet   |      | França         |
| Cliford Bunton         |      | Estados Unidos |
| Carlos José Bustamante |      | Estados Unidos |
| Felipe Cabello         | 2002 | Estados Unidos |
| Horacio Camacho        |      | Argentina      |
| María Luz Cárdenas     | 2002 | França         |
| Pedro Cattaneo         |      | Argentina      |
| Julio E. Celis         | 1992 | Dinamarca      |
| Hernan Chaimovich      | 2002 | Brasil         |
| Rajanit Chakraborty    | 2003 | Estados Unidos |
| Marteen Chrispels      | 2008 | Estados Unidos |
| Pierre Collet          | 2000 | França         |
| Athel Cornish Bowden   | 2003 | França         |
| Pierre Coullet         | 1999 | França         |
| Newton da Costa        |      | Brasil         |
| Leopoldo de Meis       | 2002 | Brasil         |
| Claude Dellacherie     | 2002 | França         |
| Jacques Demongeot      | 1999 | França         |
| George Ericksen        |      | Dinamarca      |
| Gabriel Jose Gasic     |      | Estados Unidos |
| Julian Gevirtz         | 1992 | Estados Unidos |
| Philipp Griffths       | 2006 | Estados Unidos |
| Joan J. Guinovart      | 2005 | Espanha        |
| Arturo Horta           | 1998 | Espanha        |
| Michael S. Keane       | 1999 | Estados Unidos |
| Simon Litvak           | 2003 | França         |
| Cinna Lomnitz          |      | México         |
| Michael Loss           |      | Estados Unidos |
| Giovanni Marini        |      | Itália         |
| Mario Markus           | 2003 | Alemanha       |
| Charles Meneveau       | 2005 | Estados Unidos |
| Oreste Moretto         |      | França         |
| Gregoire Nicolis       | 2000 | França         |
| Maurice Nivat          | 2001 | França         |
| Jacob Palis            | 1997 | Brasil         |
| Robert Pankhurst       | 2004 | Inglaterra     |
| Parker Pratt           |      | Estados Unidos |
| Victor Ramos           | 2001 | Argentina      |
| Evaristo Riande        | 2007 | Espanha        |
| Marguerite Rinaudo     | 2005 | França         |
| David Sabatini         | 2005 | Estados Unidos |
| Francisco Salzano      | 2001 | Brasil         |
| Luis Antonio Santalo   |      | Argentina      |
| Ivan K. Schuller       | 1992 | Estados Unidos |
| Andres Stoppani        |      | Argentina      |
| Hector N. Torres       |      | Argentina      |
| Gunther Uhlmann        | 2001 | Estados Unidos |
| Muthusamy Vanninathan  | 2015 | Índia          |
| Marcelo Viana          |      | Brasil         |
| Mariana Weissmann      |      | Argentina      |

## Membros honorários
- Bruce Alberts,  Estados Unidos
- Tom Blundell,  Inglaterra
- Carlos Chagas,  Brasil
- George Ericksen,  Estados Unidos
- Antonio Gonzalez,  Espanha
- John Kendrew,  Reino Unido
- Luis Federico Leloir,  França- Argentina
- Pierre Lena,  França
- Choh Hao Li,  Estados Unidos
- Elliott Lieb,  Estados Unidos
- Jacques-Louis Lions,  França
- Pierre-Louis Lions,  França
- Alejandro Lipstchutz,  Letônia- Chile
- Federico Mayor Zaragoza,  Espanha
- Severo Ochoa,  Estados Unidos
- Crodowaldo Pavan,  Brasil
- Ilya Prigogine,  Bélgica
- Peter H. Raven,  Estados Unidos
- Tullio Regge,  Itália
- Patrick Suppes,  Estados Unidos

## Membros falecidos
- Rodrigo Flores Álvarez (1913 — 2007)
- Gustavo Hoecker Salas (— 2008)
- René Cortázar Sagarminaga (1917 — 2009)
- Héctor Croxatto Rezzio (1908 — 2010)
- Luis Vargas Fernández (— 2011)
- Tito Ureta (1935 — 2012)
- Juan A. Garbarino (— 2012)
- Adelina Gutiérrez Alonso (1925 — 2015)